# Jabloko razdora
Jabloko razdora (Яблоко раздора) è un film del 1962 diretto da Valentin Nikolaevič Pluček.